# アンソニー・カルファノ
アンソニー・カルファノ（Anthony Carfano、1895年11月9日 - 1959年9月25日）はニューヨーク出身のアメリカのマフィア組織の幹部。ジェノヴェーゼ一家に属した。あだ名はリトル・オーギー・ピサノ("Little Augie Pisano")。

## 来歴

### 初期
ニューヨークのマンハッタンでナポリ移民の両親の元に生まれ、ロウアー・イースト・サイドのオリヴァーストリートに住んだ。一本隣のジェームスストリートに、フランキー・イェールの家やジョニー・トーリオのアジトの酒場があった。トーリオやイェールは1900年代後半ブルックリンに移住したが、カルファノの一家も1910年までにブルックリンのゴーワヌスに移った。初期の仲間にラルフ・カポネ（アル・カポネの兄）がいた。1910年代半ば、イェールのギャングに入った。1914年1月、兄オーガスト・カルファノがブルックリン臨海区のギャング抗争絡みで殺人容疑で逮捕された。1915年2月、南ブルックリンの社交クラブのパーティにラルフ・カポネと参加した。

### 禁酒法時代
1920年代前半、イェールのヒットマンとして頭角を現し、アイルランド系のホワイトハンドなどと縄張りを争った。1921年7月15日、イェールらと車で移動中、ガンマン4人乗りの車から拳銃で20発撃たれた（仲間が負傷し、イェールとカルファノは無傷）。密輸、賭博、売春、麻薬などに手を染め、1923年にボクシング興行に進出した。
1928年7月、イェールがカポネと対立して殺されると、金に糸目を付けない豪華な葬儀を主催し、自らの権勢を誇示した。イェールの縄張りを乗っ取ろうと各派ギャングが暗闘を開始し、多くのギャングが殺された。カルファノはその渦中にいたが、マンハッタンのマフィアボス、ジョー・マッセリアの支持を得てイェールの酒の密輸と賭博利権を引き継いだ。ブルックリンのユニオンストリート沿いに本部を据えた。地元の有力政治家だった義父を通じてタマニー・ホールとコネクションを築き、ニューヨーク市長のジミー・ウォーカーをはじめ多くの地元政治家と親交を結んだ。
スピークイージー（闇酒場）を経営し、自前の酒を密輸した。カナダ産ラム酒をロングアイランドの拠点モントーク・ポイントからブルックリンの各スポットやマンハッタンのタマニー・ホールのクラブハウスに運んだ。汚職警官に保護され、密輸では捕まらなかった。マッセリアと競馬ビジネスを共有し、イェールの元仲間でシチリア系のジュゼッペ・ペライノと違法ポリシーゲームの組織を運営した。1931年までにフランク・コステロがニューヨークのスロットマシン供給を独占し、地区別に販売エージェントを立てたが、カルファノがブルックリン地区の販売権を得た。1930年代にかけ元イェール一派のジョージ・スカリーゼ（カラブリア系）と組んで建設業やサービス業の組合強請を始めた。

### ブルックリン抗争
1928年10月6日、イェール派残党のマイケル・アバテマルコが殺され、カルファノが殺害に関与したと疑われた。1929年6月、イェールに借金があったクラブ経営者フランク・マーロウがある夜レストランにいた時に電話で外におびき出され、車で連れられた末に銃殺された。カルファノが疑われ拘束されたが証拠なく放免された。
1930年半ば、マッセリアがサルヴァトーレ・マランツァーノと抗争している頃（カステランマレーゼ戦争）、カルファノ一派はジョニー・"バスビーチ"・オッドら南ブルックリンのシチリアマフィアと抗争していた。
1931年4月、マッセリアがコニーアイランドのイタリアンレストランで、自身の部下に裏切られて銃殺された。マッセリアと競馬事業をやっていたカルファノが疑われ尋問されたが、証拠なく解放された。暗殺の片棒を担いだと信じられている。1932年9月11日、マッセリア暗殺の舞台となったレストランの持ち主ジェラルド・スカルパトが農作業袋入りの絞殺体で見つかった。カルファノの事務所に向かって歩いているのが彼を見た最後だった。カルファノが警察に連行された（放免）。
アイルランド系密輸ギャングのバニー・ヒギンズと提携していたが、仲たがいして抗争になった。1931年10月、ギャング2人が殺され、カルファノが連行されたが、証拠不十分で釈放された。1932年6月、そのヒギンズが家族とともに車に乗ろうとしたところを銃殺された。暗殺チームの規模からかなり大きな組織がヒギンズ抹殺に動いたとみられ、再びカルファノが連行された（証拠なく放免）。「暗黒街の大物が暗殺されると警察はとりあえずピサノを捕まえる」と新聞で言われた。

### 五大ファミリー
マッセリアとの抗争に勝利したマランツァーノの元でニューヨークの五大ファミリーが再編成され、ラッキー・ルチアーノが旧マッセリアファミリーのボスになった（現ジェノヴェーゼ一家）。カルファノはそのまま同ファミリーにとどまり、主にブルックリンの利権を管轄した。
1933年、ニュージャージーの警官殺しで逮捕されたが証拠不十分で釈放された。

### フロリダ
1930年代半ば、ルチアーノに代わり代理ボスになったコステロの指示でフロリダ東部へ賭博の新規開拓のため派遣された。1940年頃、一家の幹部となった。マイヤー・ランスキー、フランク・エリクソン（コステロ人脈）、モー・ダリッツなどと賭博クラブの経営に参画した。スパやレストランの経営を手掛け、ショービジネス業界に切り込んだ。オープンテリトリーと見なされたマイアミエリアには数多くの全米マフィアが利権拡張に動いた。マイアミ・ビーチのウォフォードホテルは、デトロイト、フィラデルフィア、クリーヴランドなど北東部マフィアの活動拠点になったが、元締めの1人がカルファノだった。1939年3月、チャールズ・フィスケッティのマイアミビーチのホームパーティに、ジョー・アドニス、コステロ、ランスキー、マイク・コッポラなどとゲストに招かれた。ランスキーやタンパのサント・トラフィカンテと並んでフロリダギャングの突出した存在になった。
ニューヨーク郊外のロングビーチに豪邸を持ち、ニューヨークとフロリダを往復した。フロリダ進出後もニューヨークの縄張りを保持したが、フロリダ滞在期間が増えると、部下のヴィンセント・アロにニューヨークの縄張りを管理させた。1946年12月、全米ギャングが集まったハバナ会議に参加した。

### 権力闘争
1950年代、ニューヨークとフロリダにまたがり多くの利権を保有していた。1959年のFBIレポートでは、賭け率の高いziganetteというゲームの上りの5％を取り、サイコロゲームの利権もあった。サラトガ・スプリングズとマイアミの20頭の競走馬飼育場を経営し、マイアミの煙草自販機業・ジュークボックス業に利権を持っていた。FBI密告者は、カルファノは酒類販売で月18000ドル稼いでいたとした。1950年代を通じて、ヴィンセント・ラオ（ルッケーゼ一家）らと共謀してヨンカーズの競馬場施設の建設受注で法外な収入を得た。
コステロとの付き合いは30年以上に及び、忠実な部下で親友でもあった。コステロの盟友で1951年マンガーノ一家のボスになったアルバート・アナスタシアとも親しかった。ブルックリン時代のカルファノの本拠ゴーワヌスはアナスタシアのレッドフック地区と隣り合わせで、一説にアナスタシアがイェールの密輸トラックの武装用心棒をしていた頃からの付き合いとされる。1950年代、アナスタシアが子飼いのヴィンセント・スキランテを通じて支配していた清掃ビジネスに一枚噛んでいた。
1950年代、ボスの座を狙うヴィト・ジェノヴェーゼが、一家内のコステロ派幹部を自陣に鞍替えさせるなどして支持基盤を広げていった。1956年、アドニスが政府に追われてイタリアに帰り、ロッコ・ペリグリーノらコステロ派の長老幹部2人が一線から身を退いた。1957年5月、コステロはジェノヴェーゼの刺客に狙撃されて負傷し、ボスの座を降りることを決意した。カルファノはコステロに撤回を求めたが聞き入れなかったという。ジェノヴェーゼはコステロ襲撃後、結束を図るため一家の幹部らに集合をかけたが、幹部の中でカルファノだけが欠席したとされる（ジョゼフ・ヴァラキの証言）。
コステロの最も強力な同盟者アナスタシアはジェノヴェーゼに戦争に仕掛けようとして他のボスに諌められたが、同年10月25日、パークシェラトンの理髪屋でヒットマン2人に暗殺された。アナスタシアの家に張り込んでいた刑事はアナスタシアの通夜に参列したマフィアがカルファノだけだったと報告した。

### 最期
1959年9月25日夕方、クラブ・コパコバーナで美人ダンサーのジャニス・ドレイクらと飲んだ後、ドレイクとその女友達を連れてレキシントン・アベニューのレストランMarino'sで知人と会って食事をした。食事中カルファノに電話が入り、電話を終えると「急な用事が入った」と言い残して21時半頃ドレイクと2人でレストランを出た。愛車キャデラックでラガーディア空港近くのホテルに向かった。ホテルに着くと中のバーに入り、そこで立派な身なりの男2人と話をした。22時20分頃、4人で一緒にバーを出た。ホテルから南に2ブロック離れた路上で複数の銃声が鳴り、犬の散歩中だった女性が、ある車が歩道の縁石に前輪を乗り上げて停まるのを見た。中から男が出てきて袋のようなものをチェックし、続けて車から出てきた別の男と共に夜の暗闇に消えた。22時40分、警察が銃声の通報を受けて現場に来ると、車はエンジンが入ったままカルファノとドレイクがフロントシートで共に後頭部を2発撃たれて死んでいた。運転席のカルファノが隣のドレイクに寄りかかるように倒れ、後頭部の他、左頬にも弾痕があった。カルファノのポケットは札束で膨れていた。
警察は目撃証言から似顔絵を作るなどして犯人を追ったが、武器など手がかりもなく捜査は行き詰まった。警察はレストランで同席していた、カルファノとは禁酒法時代からの盟友アンソニー・"トニー・ベンダー"・ストロッロとアンソニー・ミッラを参考人聴取した。
定説では、ジェノヴェーゼに公然と反旗を翻したために粛清されたとされる
。ジェノヴェーゼとコステロ間のボス引継ぎ会議でカルファノの地位は維持されたと見られたが、ジェノヴェーゼは名実共にボスと認められた後もコステロ勢力の復活を恐れ、親コステロ派の動きに敏感に反応した。
ストロッロがジェノヴェーゼの指令を受けて暗殺のおぜん立てをしたと広く信じられたが、1963年の政府内通者ジョゼフ・ヴァラキは、ストロッロがカルファノの死を聞いてショックで怒っていたと証言した。後々の調べで、暗殺当日カルファノ一行がレストランに行ったのはストロッロに招待されたからでなく全くの偶然だった事がわかった。
また食事中のカルファノに電話を入れたのはヴィンセント・アロ配下の古参メンバーのフランク・カシノだったとヴァラキは証言し、カルファノの信頼が厚いカシノから電話が来たので重要な用件と信じたのだろうと語った。FBIの見解では、ジェノヴェーゼが自ら暗殺プロットを作ってフランク・カシノに直接仕事を委ね、カシノがアロのブロンクスクルー2人をヒットマンに選んだとした。

## エピソード
- 生涯11回逮捕されたが、有罪はわずか1回（武器の不法所持で罰金100ドル）で、監獄経験がなかった[2]。
- 1931年8月、カルファノの縄張りでスピークイージーを開店した3人組が、密輸ギャングから酒を買わず、自前で作った酒を客に提供して毎晩どんちゃん騒ぎしていたが、ある日急に静かになった。不審に思った近隣住人の通報で警官が調べにいくと、店の中が滅茶苦茶に荒らされ、3人の血だらけの遺体があった。全員ナイフで滅多切りにされ頭に打撲痕があった。カルファノが疑われた[2]。
- 1933年11月の新聞に、カポネ・ギャングの面々と共に人物紹介された：「ブルックリンの幽霊のような男。酒、スロットマシン、賭博、政界などに関わる。フランキー・イェールとバニー・ヒギンズ殺害容疑で追及された男。洒落たダンディな男」[29]。
- 「そこにいない男」。警察の手入れがある時は決まってどこが別の場所にいた[28]。
- カルファノの息子は若い頃に海軍や陸軍に従軍、第二次世界大戦時にビルマ戦線の特殊部隊Merrill’s Maraudersに参加した後、マフィアの仲間入りをした[30][注釈 14]。
- 死のドライブに付き添ったドレイクは、元ミス・ニュージャージーで、1952年アパレル組合ゴロのナット・ネルソンとその暗殺前日に食事していたことで警察に尋問され、話題になった。ギャング間の闇金運びに精を出し、手紙や電話でやり取りできない極秘情報の伝達役として活動していたと検察当局に見られていた[20][26][28]。暗殺後しばらくして、アンソニー・ミッラが知人に「彼女（ドレイク）は、いてはいけない時に、いてはいけない場所にいた」と語ったという（知人の供述としてマスコミで紹介された[26]。ジャニスの夫アラン・ドレイクはフロリダでタクシー運転手をしていた頃カルファノの手引きでショービジネスの世界に入り、コメディ俳優になった。